# Hamad ben Abdelaziz al-Kawari
Hamad ben Abdelaziz al-Kawari, né le 1er janvier 1948 à Al Ghariya (Qatar), est un diplomate et homme politique qatari. Il est ministre d'état avec rang de vice-premier ministre, et il est actuellement Président de la Bibliothèque nationale du Qatar. Ancien ministre de la Culture, des Arts et du Patrimoine (2008-2016), il a été ambassadeur du Qatar en France, aux États-Unis, à l’UNESCO et à l’ONU. Il est marié et père de 3 enfants.

## Biographie

### Formation
Hamad ben Abdelaziz al-Kawari est titulaire d’une maîtrise d’études arabes et islamiques de l'Université du Caire, Faculté de Dar al-Ulum (1970) et d’un diplôme d’études supérieures de l’Université Saint-Joseph de Beyrouth (1974-1977). Il étudie la philosophie politique à la Sorbonne (1980) et reçoit un doctorat en sciences politiques de l’Université d'État de New York à Stony Brook (1990),.

### Carrière

#### Débuts professionnels et diplomatie
De 1972 à 1974, il commence sa carrière dans la diplomatie au Liban, comme chargé d'affaires. Il est d’abord nommé ambassadeur du Qatar en Syrie (1974-1979) puis en France (1979-1984). Durant cette période, il occupe également les postes d’ambassadeur non résident en Grèce, en Italie, en Espagne, ou encore en Suisse. De 1984 à 1990, il officie comme délégué du Qatar à l’Organisation des Nations unies, période au cours de laquelle il occupe également les postes d’ambassadeur non résident en Argentine, au Brésil, et au Canada. En 1990, il est nommé ambassadeur du Qatar aux États-Unis, position où il demeure jusqu’en 1992, assurant parallèlement les postes d’ambassadeur non résident du Mexique et du Venezuela.

#### Ministère de la Culture
Hamad ben Abdelaziz al-Kawari est nommé Ministre de l'Information et de la Culture du Qatar en 1992. De 1992 à 1996, il prend des mesures en faveur de la liberté de l'information et de la presse en mettant fin à la censure imposée sur les journaux et les publications, et en fermant le Ministère de l’Information du Qatar en 1997.
Cette action pour la liberté de l’information est l’une des prémices de la création du Centre de Doha pour la Liberté des Médias, en 2007.
Il est nommé Ministre de la Culture, des Arts et du Patrimoine le 1er juillet 2008. Il est le premier homme politique à prendre la direction de ce nouveau Ministère. En 2010, il préside la 17e Conférence des Ministres arabes de la Culture.
Pendant son mandat au Ministère de la Culture, des Arts et du Patrimoine, la ville de Doha est nommée capitale culturelle arabe de l’année 2010.
En 2012, il est à l’initiative du programme des « années culturelles », qui vise à renforcer les liens et les échanges culturels entre le Qatar et les nations partenaires. L’année 2012 est dédiée aux liens culturels avec le Royaume-Uni, l’année suivante avec le Japon (2013), puis le Brésil (2014), la Turquie (2015), la Chine (2016), et l’Allemagne (2017). Ce projet implique les principales institutions culturelles qataries, tels que la Direction des Musées du Qatar (Qatar Museums Authority) et le Ministère de la Culture, des Arts et du Patrimoine. La direction du projet est partagée entre Sheikha Al-Mayassa Al Thani et Hamad ben Abdelaziz al-Kawari.
En février 2016, il est nommé conseiller au Diwan Emiri.

#### Fonctions dans des organisations internationales
De 1979 à 1984, il est ambassadeur du Qatar en France, et occupe les fonctions de représentant du Qatar à l’UNESCO.
De 1984 à 1990, Hamad ben Abdelaziz al-Kawari est délégué officiel du Qatar auprès de l’Organisation des Nations unies. Au cours de cette période, il est nommé vice-président de l'Assemblée générale des Nations unies lors de sa 40e session, et Président de la Commission Politique Spéciale (4e Commission) lors de sa 42e session.
En 1987, il est élu vice-président du Comité contre l'apartheid et membre du conseil d'administration de la commémoration "Dag Hammarskjöld". Il représente également le Qatar lors de conférences du mouvement des non-alignés. De 1997 à 2014, il est membre du Comité consultatif du Conseil de coopération du Golfe.
En 2012, il préside la CNUCED XIII (Conférence des Nations unies pour le commerce et le développement). En septembre 2012, Hamad ben Abdelaziz al-Kawari est élu président honoraire du 25e Congrès de l’Union postale universelle (UPU).
Passionné par la langue et la culture françaises, il préside la délégation du Qatar à la Conférence de l’Organisation internationale de la francophonie de 2012, en République Démocratique du Congo, après acceptation de la candidature du Qatar en tant que membre associé de l’Organisation.
Il est candidat à l’élection qui désigne le nouveau directeur général de l’UNESCO en octobre 2017, étant notamment opposé à la Française Audrey Azoulay, qui l'emporte à l'issue du cinquième tour.

## Autres mandats
- Membre de l'Autorité Consultative pour le Conseil Supérieur du Conseil de coopération du Golfe (GCC)
- Membre du Conseil d'Administration du Rand-Qatar Policy Institute
- Fondateur et Président du Conseil des Gouverneurs du Centre de Doha pour la Liberté des Médias
- Président du Haut Comité d’organisation de « Doha, Capitale de la Culture Arabe 2010 »
- Président du Comité des Prix d'État, Qatar
- Président du Comité du Prix d'État de la Littérature pour Enfants, Qatar
- Cofondateur de l'Institut du Monde Arabe à Paris en 1980[9]
- Nommé Président de l’Association des entrepreneurs qataris en 2008[10]
- Vice-Président et directeur exécutif de la Chaine Aljazeera.
- Membre du conseil d’administration de la Bibliothèque Nationale du Qatar
- Coprésident du Conseil Consultatif de l’Université North Western au Qatar

## Prix et distinctions
- "Personnalité 2016 pour le Patrimoine Arabe" par le Centre arabe des médias touristiques[11]
- Chevalier de l'ordre des Arts et des Lettres (2014)[9]
- Commandeur de la Légion d'honneur (1984)[9]
- Chevalier de l'ordre national du Mérite par le Président de la République française (1980)[9]
- Décoré des médailles du mérite d'Italie, d'Espagne, de Syrie et de Jordanie
- Décoré de la médaille de la Reine de Hollande
- Décoré de la médaille de la République de Pologne
- Doctorat honoris causa en "biens culturels et territoire" décerné par l'université Tor Vergata de Rome[12]

## Ouvrages
- La Dialectique des Conflits et des Règlements (JadalAl-Maarik Wa Al-Teswiyat) : Le Caire : Dar Al-Moustaqbal Al-Arabi, (2001)
- La Connaissance Incomplète (Al-MaarifaAl-Naqisa) : Beyrouth : Dar Ryade AlRayes (2005)
- Majlis mondial, Pour le dialogue des cultures, éditions Odile Jacob (2016)